# Issa Sesay
Issa Hassan Sesay (* 27. Juni 1970 in Freetown) ist ein ehemaliger paramilitärischer Kommandeur der Revolutionary United Front (RUF) in Sierra Leone. Er ist einer von nur drei führenden Personen der RUF aus dem Bürgerkrieg in Sierra Leone, der für seine Kriegsverbrechen zur Verantwortung gezogen wurde.
Sesay ist vor allem durch die Entwaffnung der RUF, die zum faktischen Ende des Bürgerkrieges führte, bekannt geworden. Sesay erhielt dennoch durch das Urteil des Sondergerichtshof für Sierra Leone am 25. Februar 2009 die mit 52 Jahren höchste Freiheitsstrafe aller Kriegsbeteiligter. Seine Mittäter Morris Kallon und Augustine Gbao erhielten 40 bzw. 25 Jahre.
Sesay  war von 1993 bis 1999 in hohen Positionen der RUF tätig und übernahm im Mai 2000 interimistisch die Führung der Rebellen. Er war zudem Führungsmitglied des Armed Forces Revolutionary Council. Sesay wurde vom Gericht, das ihn am 7. März 2003 festnehmen ließ, in 16 der 18 Anklagepunkte wegen Kriegsverbrechen und Verbrechen gegen die Menschlichkeit für schuldig befunden. Er sitzt seine 52-jährige Haftstrafe im Mpanga-Gefängnis in Ruanda ab.
2010 wurde Sesay zweimal zum Internationalen Gerichtshof zur Verteidigung im Prozess gegen den liberianischen Ex-Präsidenten Charles Taylor geladen.
Ende 2018 bat er darum den Rest seiner Strafe in Sierra Leone verbüßen zu dürfen.

## Filmische Rezeption
Die Dokumentation War Don Don von Rebecca Richman Cohen, die das Leben von Sesay behandelt, war 2011 für zwei Emmy Awards nominiert und erhielt diverse internationale Auszeichnungen.